# 碧溪乡 (蓬安县)
碧溪乡，是中华人民共和国四川省南充市蓬安县曾经下辖的一个乡。2019年10月，撤销碧溪乡，将其所属行政区域划归新园乡管辖。

## 行政区划
碧溪乡撤销前下辖以下地区：
大罗山村、白银坝村、桐麻扁村、吕家山村、新桥村、皂角树村、石坝子村、园顶村、响滩子村、鱼塘湾村、西瓜坪村、龙家村、青龙村和碧溪桥村。